# 安德瓦利
安德瓦利（Andvari），是北歐神話中的一名侏儒，出現在《詩體埃達》（Poetic Edda）、《散文埃達》（Prose Edda）及《沃爾松格薩迦》（Volsunga saga）中。在德語敘事詩《尼伯龍根之歌》中和在華格納的歌劇《尼伯龍根的指環》中，都以阿爾貝里希（Alberich）之名登場。

## 北歐神話

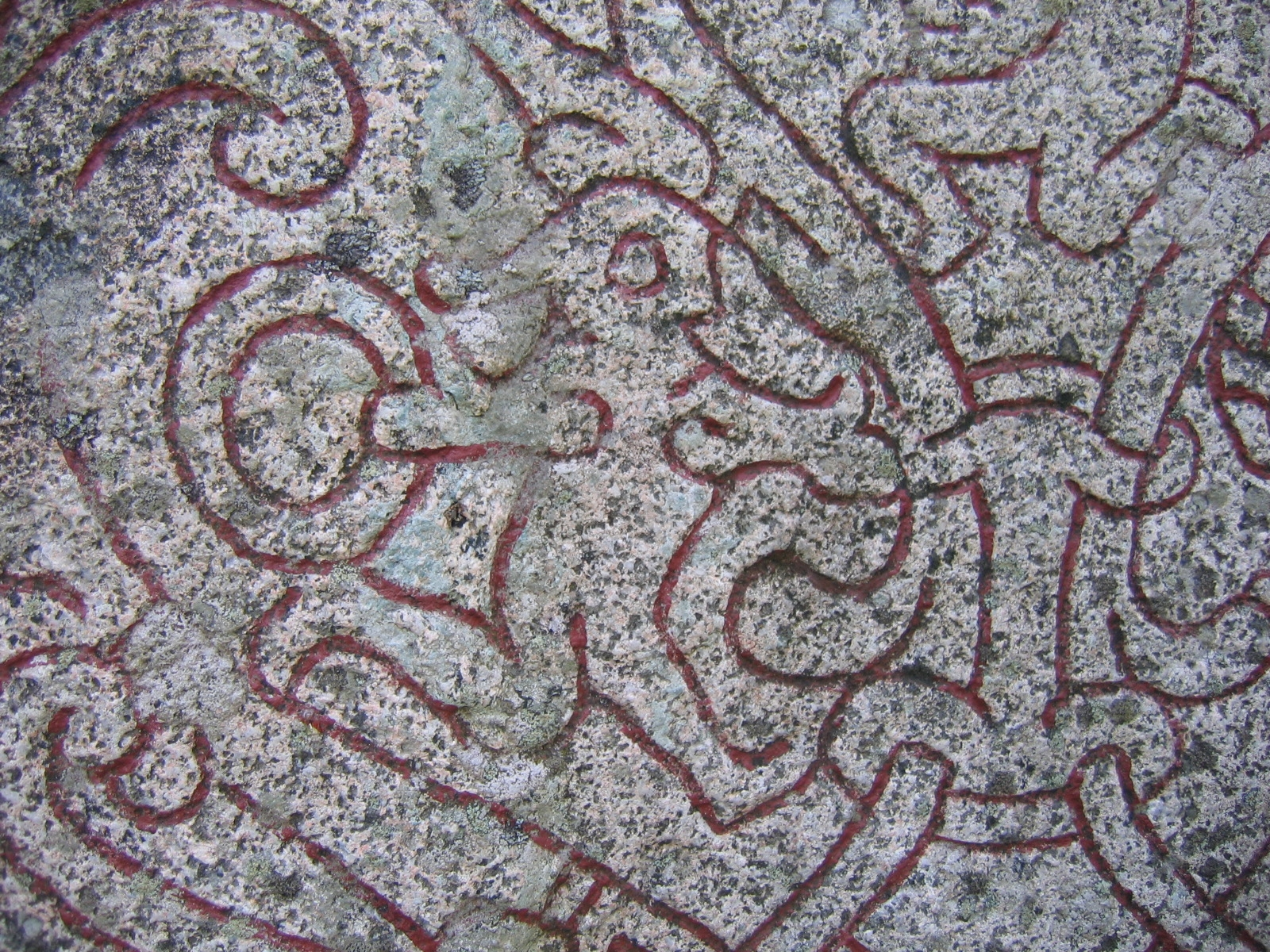

他是奧因（Oin）之子，在諾倫三女神的命運規定下必須住在水裡，他能化身為一條梭子魚。此外，他還是全部侏儒中擁有最多寶藏的人。但因為洛基（Loki）殺害了赫瑞德瑪（Hreidmar）的兒子，被憤怒的父親要求支付賠償金，洛基為湊出足夠的金額而強奪走安德瓦利的寶藏。在這些寶藏中，以一枚叫安德華拉諾特（Andvarinaut）的戒指價值最高，而被奪走寶藏的安德瓦利因此詛咒只要持有戒指者，都將會招來無限的災禍。後來詛咒發生作用，也造成許多英雄因此喪命。

## 尼伯龍根之歌
在《尼伯龍根之歌》中，描寫阿爾貝里希是尼伯龍根地方的人，是一對兄弟聶希爾和聶伯隆的臣屬，這對兄弟在分寶藏的時候僵持不下，所以拜託剛好路過的齊格飛幫他們分配寶藏，但之後這對兄弟又指責齊格飛偏心對方而轉而攻擊齊格飛，但最後兄弟兩人都被齊格飛殺掉了。阿爾貝里希披上隱身衣想替主人報仇，但齊格飛是沐浴過龍血的英雄，全身刀槍不入，阿爾貝里希見無法殺死齊格飛，認為這是天意，因此承認齊格飛是尼伯龍根的新主人。

## 歌劇《尼伯龍根的指環》
在華格納的歌劇《尼伯龍根的指環》中，阿爾貝里希是尼伯龍根的侏儒。一日他遇到萊茵的少女（Rhinemaidens）及她們所看守的黃金。根據萊茵少女的說法，用這批黃金打造的戒指可以讓擁有者得到無上的權利地位，但同時也必須放棄愛慾。阿爾貝里希奪走萊茵的少女所擁有的黃金，但後來眾神之王沃坦（Wotan，相當於北歐神話中的奧丁神）和其他諸神為了贖回被巨人帶走的女神，再次用計強奪了這批黃金和戒指，阿爾貝里希因此詛咒擁有戒指的人都必將遭受殺身之禍。
參見︰《尼伯龍根的指環》－萊茵的黃金。

## 註腳
1. 鲁刚（主编）. . 中国: 辽宁人民出版社. 1989-11: 260. ISBN 7-205-00960-X （中文（中国大陆））. 安德瓦里(Andvari)
2. ↑  「尼伯龍根」同時帶有的含意有很多︰尼伯龍根是一個地名，同時也指住在尼伯龍根這個地區的人類，也有認為是指侏儒。在《尼伯龍根之歌》的後篇，則被作為奪走「尼伯龍根寶藏」的國王和臣子的代名詞。
3. ↑  齊格飛殺掉法夫納龍，並沐浴龍血，但其實他的背後有一個小部位沒有塗上龍血，而成為日後的致命傷。
4. ↑  在歌劇中，尼伯龍根指的就是侏儒種族。而尼伯龍根人住的地方叫尼貝海姆（Nibelheim）。